# Dešenice
Městys Dešenice (německy Deschenitz) se nachází v okrese Klatovy, kraj Plzeňský. Žije zde 716 obyvatel.

## Historie
První písemná zmínka o obci pochází z roku 1272, kdy na zdejší tvrzi sídlil rytíř Rydkéř (Rudgerus de Deschenicz). Opravená tvrz byla zpřístupněna roku 2015, kdy bylo v bývalém pivovaru (výroba skončila 1946), otevřeno Muzeum šumavského pivovarnictví. Vařit pivo začali Kolovratové a po nich Hohenzollernové. Od roku 1928 byl pivovar ve vlastnictví Akciového pivovaru ve Stodu a vařilo se do roku 1946.
Od 10. října 2006 byl obci vrácen status městyse.

## Místní části
- Dešenice
- Datelov
- Děpoltice
- Divišovice
- Matějovice
- Městiště
- Milence
- Oldřichovice
- Žiznětice

## Pamětihodnosti
- Tvrz Dešenice
- Kostel svatého Mikuláše
- Bývalá synagoga a židovská škola